# Kerginaldo Cavalcanti
Kerginaldo Cavalcanti de Albuquerque (Natal, 11 de janeiro de 1895 – Rio de Janeiro, 24 de setembro de 1984) foi um advogado, jornalista, escritor, empresário e político brasileiro com base eleitoral no Rio Grande do Norte.

## Dados biográficos
Filho de Pedro Cavalcanti de Albuquerque e Eulália Cavalcanti de Albuquerque. Estudou em Natal e formou-se em Direito na Universidade Federal do Ceará em 1919. Publicou em 1913 Contos do Agreste e o romance Os Desaparecidos e no ano seguinte foi oficial de gabinete do governador Joaquim Ferreira Chaves. Consultor-geral do estado, membro da seccional cearense da Ordem dos Advogados do Brasil e do Instituto dos Advogados do Brasil, foi editor-chefe dos jornais A Notícia e A Imprensa em Natal, além de ter ocupado a inspetoria federal de ensino no Ateneu Norte-Rio-Grandense e atuou também como empresário.
Após exercer o mandato de deputado estadual (1918-1920) e atuar como promotor público em Natal apoiou a candidatura de Nilo Peçanha à presidência da República em 1922, mas o eleito foi Artur Bernardes e exerceu o mandato de deputado federal (1933-1935) pelo Partido Social Nacionalista do Rio Grande do Norte, agremiação que fundara após a Revolução de 1930.
Opositor de Getúlio Vargas, publica na Gazeta de Notícias em 7 de julho de 1932, uma declaração política de numerosos próceres cearenses que, pela Aliança Liberal e pelos partidos Conservador e Democrata, se declararam solidários com o Movimento Constitucionalista de São Paulo. É preso em 29 de julho e levado ao quartel do 23º Batalhão de Caçadores, em Fortaleza, ficando detido apenas por um dia.
Votou contra Vargas na eleição para o governo provisório após promulgada a Constituição de 1934 e permaneceu fora da política ao longo do Estado Novo. Com o fim do regime varguista foi derrotado ao disputar uma cadeira de senador pelo PRP do Rio Grande do Norte em 1945 numa eleição vencida por Georgino Avelino (PSD) e Ferreira de Sousa (UDN).
Segundo a tese de Luis Beltrão, "Aposentadoria do jornalista, com salário integral, aos trinta anos de serviço”, para o VII Congresso de Jornalistas, em 1957, Kerginaldo iniciou o Projeto de Lei 3.158-57 do senado Federal, que dispõe sobre a aposentadoria dos jornalistas profissionais. Esse projeto é, atualmente, a Lei Ordinária 3529/1959.

## Posse como senador
Em 12 de dezembro de 1948 faleceu o senador João Câmara, fato que desencadeou a mais curiosa efetivação de suplente na história da República: segundo o jornalista Sebastião Nery, o Tribunal Superior Eleitoral barrou a posse do General Fernandes Dantas, suplente do falecido, alegando irregularidades na sua inscrição e em seu lugar foi efetivado Kerginaldo Cavalcanti, suplente de Juvenal Lamartine de Faria, candidato derrotado ao Senado em 1947 por decisão do primeiro secretário e presidente em exercício da Câmara Alta, Georgino Avelino, sendo que Cavalcanti foi reeleito em 1950 pelo PSP.